# آپترین
آپترین (به انگلیسی: Apterin) با فرمول شیمیایی C۲۰H۲۴O۱۰ یک ترکیب شیمیایی با شناسه پاب‌کم ۱۵۹۴۵۰۵۸ است. که جرم مولی آن ۴۲۴٫۳۹۹ گرم بر مول می‌باشد. 